# Arnaud Langer
Pour les articles homonymes, voir Langer.
Arnaud Langer (Saint-Aubin-Sauges, 13 septembre 1919 - Fort-Lamy, 3 juin 1955) est un militaire français, nommé Compagnon de la Libération par décret du 20 novembre 1944. Aviateur des Forces aériennes françaises libres, il s'illustre sur les théâtres d'opérations de l'Afrique, du Moyen-Orient et du Front de l'Ouest. À l'issue de la guerre, il devient pilote civil et meurt dans un accident d'avion.

## Biographie

### Avant-guerre
Arnaud Langer voit le jour le 13 septembre 1919 à Saint-Aubin-Sauges en Suisse d'un père ingénieur. Il est le frère cadet de Marcel Langer, lui aussi Compagnon de la Libération. Très tôt passionné d'aviation, il s'engage dès ses 19 ans dans l'Armée de l'air. Intégré à l'École d'aviation de Châteauroux, il en sort avec un brevet de pilote et se voit rapidement promu caporal-chef, puis sergent peu avant le début de la guerre.

### Seconde guerre mondiale
Affecté brièvement au Bataillon de l'air no 127, il retourne à l'école de Châteauroux en mai 1940 au moment où cette unité se replie, d'abord à Tarbes puis à Argelès-sur-Mer où les hommes apprennent la signature de l'armistice. Désireux de poursuivre la lutte, il embarque à Port-Vendres en compagnie de son frère Marcel pour se rendre à Oran. Arrivé sur place, il est arrêté par le régime de Vichy, parvient à s'évader et se rend à Casablanca le 28 juin 1940. De là, il rejoint Gibraltar où il prend un bateau pour rejoindre l'Angleterre. 
Engagé dans les Forces aériennes françaises libres, il est affecté au Groupe mixte de combat no 1 du lieutenant-colonel de Marmier avec lequel il participe à l'expédition de Dakar puis à la campagne du Gabon. Muté au Groupe de bombardement no 2, il participe à la guerre du désert en Libye, puis se rend en Syrie où il intègre l'escadrille « Nancy » du Groupe de bombardement Lorraine. Promu sergent-chef en octobre 1941, il est chargé de surveillance maritime et de protection de convois au-dessus de la Méditerranée. Il passe aspirant en septembre 1942 et suit le groupe de bombardement Lorraine en Angleterre où l'unité reçoit plusieurs mois d'entraînement en vue des opérations sur le front de l'ouest. 
À partir de l'été 1943, Arnaud Langer et le groupe Lorraine participent à des opérations dans le ciel français. Le 16 août, avec le navigateur Pierre Mendès-France et le radio-mitrailleur René Bauden, il effectue un assaut contre Denain. Le 3 octobre, il dirige l'un des trois groupes de Douglas A-20 Havoc bombardant en rase-mottes une usine électrique de Chevilly-Larue. Opérant de plus en plus loin dans les lignes ennemies, le groupe Lorraine bombarde des objectifs en territoire allemand. 
Le 25 janvier 1944, Arnaud Langer est blessé aux yeux lors de l'éclatement du hublot avant. Presque aveugle, il continue de piloter l'avion et ramène indemne l'équipage, avec l'aide de son observateur, Romain Gary, lui aussi blessé, qui relate ce fait dans son livre La Promesse de l'aube,. Cette version est peut-être romancée par Gary : l'opérateur radio, René Bauden, prétend que la blessure reçue par Romain Gary ne lui aurait pas permis de ramener l'appareil à sa base et aurait causé son évanouissement.
Promu lieutenant en mars 1944, il prend part aux opérations du débarquement de Normandie. À l'issue de la guerre, il totalise 70 missions et 200 heures de vol.

### Après-guerre
Maintenu dans l'armée, Arnaud Langer demande à rejoindre la vie civile en septembre 1946. Il reste dans l'aéronautique. 
Engagé comme pilote de ligne à l'Union aéromaritime de transport, il pilote des Douglas DC-4 au-dessus de l'Afrique-Occidentale française et de l'Afrique-Équatoriale française. Le 3 juin 1955, son avion est frappé par la foudre au moment de l'atterrissage et s'écrase à proximité de Fort-Lamy. 
Tué dans l'accident avec les deux hommes d'équipage, Arnaud Langer est inhumé au cimetière des Batignolles à Paris.

## Décorations
|  |  |  |
|  |  |  |

| Officier de la Légion d'Honneur          | Officier de la Légion d'Honneur          | Compagnon de la Libération               | Compagnon de la Libération               | Croix de Guerre 1939-1945 | Croix de Guerre 1939-1945 |
| Médaille coloniale Avec agrafe « Libye » | Médaille coloniale Avec agrafe « Libye » | Distinguished Flying Cross (Royaume-Uni) | Distinguished Flying Cross (Royaume-Uni) | Air Medal (États-Unis)    | Air Medal (États-Unis)    |

## Filmographie
- Arnaud Langer est représenté dans le film La Promesse de l'aube, tiré du livre de Romain Gary. Il y est interprété par l'acteur franco-britannique Finnegan Oldfield.